# Henk Lubberding
Henk Lubberding (Voorst, Güeldres, 4 de agosto de 1953) es un exciclista neerlandés. Fue uno de los pocos ciclistas en llevar el pelo largo. 
Ganó en 1971 el título de campeón de Holanda en contrarreloj por equipos. 
Profesional de 1977 a 1992, ganó en dos ocasiones, en 1978 y en 1979 el Campeonato de Holanda en Ruta. También ganó tres etapas del Tour de Francia incluso acabó como mejor joven (maillot blanco) en 1978.
En la 16.ª etapa del Tour de Francia 1983, entre Issoire y Saint-Étienne, Lubberding y Michel Laurent lucharon codo con codo por la victoria de etapa. A unos metros de la línea de meta Lubberding empuja a su oponente que terminó contra las vallas que le causaron una fractura en la mano. Cruzó la meta siendo abucheado por el público e inmediatamente fue descalificado de la victoria en beneficio de Laurent.

## Palmarés
| 1978 - Campeonato de los Países Bajos en Ruta - 1 etapa de la Vuelta a Suiza - 1 etapa del Tour de Francia, más clasificación de los jóvenes 1979 - Campeonato de los Países Bajos en Ruta - 1 etapa de la Vuelta a Suiza - 1 etapa del Tour de Romandía - 1 etapa del Tour d'Indre-et-Loire 1980 - Gante-Wevelgem - 1 etapa del Tour de Francia - 1 etapa de la Volta a Cataluña - 1 etapa del Tour del Mediterráneo - 1 etapa de la Estrella de Bessèges | 1982 - Delta Profronde 1983 - Gran Premio de Antibes - 1 etapa del Tour de Romandía - 1 etapa del Tour de Francia - 2.º en el Campeonato de los Países Bajos en Ruta - Acht van Chaam 1984 - 2.º en el Campeonato de los Países Bajos en Ruta 1985 - 1 etapa del Tour del Mediterráneo |

## Resultados en las grandes vueltas
| Carrera         | 1977 | 1978 | 1979 | 1980 | 1981 | 1982 | 1983 | 1984 | 1985 | 1986 | 1987 | 1988 | 1989  | 1990 | 1991 | 1992 |
| --------------- | ---- | ---- | ---- | ---- | ---- | ---- | ---- | ---- | ---- | ---- | ---- | ---- | ----- | ---- | ---- | ---- |
| Giro de Italia  | -    | -    | -    | -    | -    | -    | -    | -    | -    | 96.º | 69.º | 69.º | 69.º  | -    | -    | -    |
| Tour de Francia | 26º  | 8º   | 18º  | 10º  | 54.º | 46.º | 10.º | 40.º | 82.º | Ab.  | 95.º | Ab.  | 119.º | -    | -    | -    |
| Vuelta a España | -    | -    | -    | -    | -    | -    | -    | -    | -    | -    | -    | -    | -     | -    | 97.º | -    |
| Mundial en Ruta | -    | -    | 5.º  | -    | -    | -    | -    | -    | 56.º | -    | -    | -    | -     | -    | -    | -    |